# Opština Ohrid
Die Opština Ohrid (mazedonisch Општина Охрид; albanisch Komuna e Ohrit) ist eine Opština am östlichen Ohridseeufer in der Region Südwesten in Nordmazedonien. Sie ist eine der 80 Opštini des Landes und ist nach ihrer Hauptstadt Ohrid benannt. Die rund 340 Quadratkilometer große Gemeinde hat 54.380 Einwohner (Stand: 2002) in einer Stadt und 26 Dörfern.

## Geographie
Die Opština von Ohrid grenzt im Norden und Westen an Debarca, im Nordosten an Demir Hisar und im Osten an Resen. Der Ohridsee bildet im Südwesten und Westen die natürliche administrative Grenze.

## Bevölkerung
Nach der Volkszählung des Jahres 2002 setzte sich die Bevölkerung wie folgt zusammen (in diesen Zahlen ist die ehemalige Opština Kosel nicht miteinbezogen, da die Änderung der Anzahl Opštini erst später im Jahr 2004 durch eine Reform stattfand):
| Ethnie     | Anteil absolut | prozentual |
| ---------- | -------------- | ---------- |
| Mazedonier | 45.985         | 84,6 %     |
| Albaner    | 2.962          | 5,4 %      |
| Türken     | 2.268          | 4,2 %      |
| Walachen   | 323            | 0,6 %      |
| Roma       | 69             | 0,1 %      |
| Serben     | 360            | 0,7 %      |
| Bosniaken  | 29             | 0,05 %     |
| Andere     | 2.384          | 4,4 %      |
| Total      | 54.380         |            |

Dem orthodoxen Christentum gehörten zu diesem Zeitpunkt 46.103, dem Islam 7.684 und der Katholischen Kirche 131 Einwohner an.

## Gliederung
Neben der Stadt Ohrid umfasst die Opština 27 Dörfer: Dolno Lakočerej, Elšani, Elešec, Gorno Lakočerej, Konjsko, Kosel, Kuratica, Lagadin, Leskoec, Livoišta, Ljubaništa, Openica, Orman, Peštani, Podmolje, Ramne, Rasino, Sirula, Skrebatno, Sveti Stefan, Sviništa, Šipokno, Trpejca, Vapila, Velestovo, Velgošti und Zavoj.